# Герб Волынской области
Герб Волынской области (укр. Герб Волинської області) — официальная эмблема Волынской области Украины, используемая городским самоуправлением и исполнительной властью Волынской области. Разработан и принят с инициативы Волынского областного общества краеведов Геннадия Васильевича Бондаренко.

## Описание
В червлёном поле серебряный прямой крест.
Крест символизирует жизнь и христианскую веру. Красный цвет означает храбрость, мужество и бесстрашие, любовь человека к Богу и готовность отдать жизнь за Бога и Родину. Белый цвет креста символизирует чистоту и непорочность.